# Севрський протокол
Севрський протокол (фр. Protocole de Sèvres) — таємна угода, досягнута урядами Ізраїлю, Франції та Великої Британії під час дискусій, що відбулися 22—24 жовтня 1956 у місті Севр, Франція.
Протокол стосується політичної та військової змови, спрямованої на відновлення англо-французького контролю над Суецьким каналом, відновлення ізраїльського судноплавства в Акабській затоці, можливої руйнації єгипетської військової інфраструктури на Синаї шляхом вторгнення і окупації зони Суецького каналу у відповідь на націоналізацію президентом Насером Суецького каналу 26 липня 1956 року.
Події, що мали місце при виконанні досягнутих у протоколі домовленостей, відомі як Суецька криза 1956 року.

## Зустріч у Севрі
22 жовтня 1956 р. на віллі у Севрі прем'єр-міністр Ізраїлю Давид Бен-Гуріон, генеральний директор Міністерства оборони Шимон Перес та начальник генштабу Моше Даян таємно зустрілися з міністром закордонних справ Франції Крістіаном Піно, начальником штабу генералом Морісом Шаллем, міністром закордонних справ Великої Британії Селвіном Ллойдом та його заступником Патріком Діном

 Учасники зустрічі розробили план, який передбачав, що Ізраїль здійснить військову атаку на єгипетську армію поблизу Суецького каналу і цей напад слугуватиме приводом для втручання англо-французьких військ, розділення комбатантів та захисту каналу, згідно з умовами англо-єгипетської угоди 1954 року про виведення всіх британських військ з Єгипту.
Найскладнішим у перемовинах було формування плану, з яким одночасно погодились Велика Британія та Ізраїль. Ізраїльтяни не довіряли британцям, але, оскільки французи не були готові діяти без своїх британських союзників, були змушені діяти з ними. Британці підтримували міцні зв'язки з низкою арабських країн і не бажали оприлюднення будь-яких зв'язків з Ізраїлем, що могли їм пошкодити. Після 48 годин переговорів та компромісів, угода з семи пунктів була досягнута. Аби запобігти раптовій відмові союзників під час операції, ізраільтяни наполягли на письмовому оформленні домовленості.
Протокол був записаний французькою мовою і надрукований у трьох примірниках, свої підписи на ньому поставили Патрік Дін, помічник міністра закордонних справ Великої Британії, міністр закордонних справ Франції Крістіан Піно та прем'єр-міністр Ізраїлю Давід Бен-Гуріон.
До кінця свого життя сер Ентоні Іден, британська рушійна сила на шляху до війни, заперечував існування будь-якої змови з Ізраїлем або навіть передбачень, що Ізраїль нападе на Єгипет. Британська копія протоколу була фактично знищена на вимогу Ідена, французька копія була втрачена, а от ізраїльська копія була збережена під замком і входить до архіву Бен-Гуріона у кібуці Сде-Бокер. 1996 року текст протоколу та супутні документи були оприлюднені проф. Іланом Троеном в академічному часописі Israel Studies і того ж року було дозволено фотокопіювати протокол для документального фільму Бі-Бі-Сі, присвяченого сороковій річниці Суецької кризи.
З оприлюдненням протоколу тристороння нарада в Севрі стала не тільки найвідомішим, але і найбільш документованим сюжетом війни в сучасній історії.

## Текст протоколу
Текст протоколу викладено у перекладі з англійської зі збереженням пунктуації оригіналу

Севр, 24 жовтня 1956 р.
ПРОТОКОЛ
Результат перемовин, що відбулися у СЕВРІ з 22 по 24 жовтня 1956 року між представниками урядів Сполученого Королівства, Держави Ізраїль і Франції є наступним:
1 — Ввечері 29 жовтня 1956 ізраїльські війська починають широкомасштабну операцію проти єгипетських військ з метою виходу до Зони Каналу наступного дня.
2 — Після повідомлення про ці події британський і французький уряди протягом 30 жовтня окремо і одночасно виступають із двома зверненнями до єгипетського уряду і ізраїльського уряду за наступними напрямками:
A/  — До єгипетського уряду
a)  —  припинити всі військові дії.
b)  —  відвести всі свої війська на дистанцію 10 миль від Каналу.
c)  —  погодитися на тимчасову окупацію британсько-французькими військами ключових позицій на Каналі з метою гарантувати вільний прохід по Каналу для суден всіх держав до остаточного врегулювання.
B/  — До ізраїльського уряду
a)  —  припинити всі військові дії.
b)  —  відвести всі свої війська на десять миль НА СХІД від Каналу.
На додаток, ізраїльський уряд буде повідомлено, що французький і британський уряди вимагають від єгипетського уряду погодитися на тимчасову окупацію франко-британськими військами ключових позицій уздовж Каналу.
Потрібно розуміти, що, якщо один із двох урядів відмовиться або не надасть своєї згоди, то протягом дванадцяти годин британсько-французькі війська здійснять інтервенцію силами, достатніми для забезпечення виконання їхніх вимог.
C/  —  Представники трьох урядів погоджуються, що від ізраїльського уряду не вимагатиметься виконання умов, що містяться в посланні на його адресу, у випадку, якщо єгипетський уряд, зі свого боку, не прийме тих умов, які будуть міститися в адресованому йому посланні.
3 — У випадку, якщо ЄГИПЕТСЬКИЙ уряд не погодиться протягом встановленого часу на умови адресованого йому послання, британсько-французькі війська почнуть військові дії проти єгипетських військ в ранні години ранку 31 жовтня.
4 — Ізраїльський уряд направить війська для окупації ЗАХІДНОГО узбережжя АКАБСЬКОЇ затоки і групи островів ТИРАН і САНАФІР для забезпечення свободи судноплавства в Акабській затоці.
5 — Ізраїль зобов'язується не нападати на ЙОРДАНІЮ поки тривають операції проти ЄГИПТУ. 
Проте в разі, якщо протягом того ж часу ЙОРДАНІЯ атакує Ізраїль, британський уряд зобов'язується не приходити на допомогу ЙОРДАНІЇ.
6 — Домовленості за цим Протоколом повинні залишатися цілком таємними.
7 — Вони набудуть чинності після узгодження трьома урядами.

К. Піно (підпис)   — —  Патрік Дін (підпис)   — —   Д. Бен-Гуріон (підпис)

## Додаток до протоколу
Крім того, у додатку до протоколу французький уряд узяв на себе такі зобов'язання

25 жовтня 1956 р.
Уряд Франції зобов'язується розмістити на території Ізраїлю для забезпечення протиповітряної оборони території Ізраїлю в період з 29 жовтня по 31 жовтня 1956 року посилену ескадрилью MISTERY IV A, ескадрилью винищувачів-бомбардувальників. Крім того, два кораблі Військово-морських сил Франції  протягом того ж періоду будуть введені в ізраїльські порти.
М.Буржес-Монурі (підпис)

Троє партнерів у військовій змові помітно різнилися у своєму ставленні до Севрського протоколу. Французи були значною мірою байдужі, але погодилися на нього, аби змусити Ізраїль брати участь в їхній спробі повалити Насера. Іден був вражений і стривожений, коли виявив, що військова змова зафіксована на папері, але, як не намагався, не зміг знищити речовий доказ. Бен-Гуріон був єдиним лідером, який пишався протоколом, що дійсно був його задумом. Він мав надзвичайну недовіру до Британії і бачив у протоколі гарантію виконання британським урядом досягнутих домовленостей. 